# Затуленье (усадьба)
Затуленье — старинная усадьба, принадлежавшая в разное время русским дворянским родам — Пушкиным, Муравьёвым и Тимофеевым. Расположена в Лужском районе Ленинградской области, в одноимённой деревне Затуленье, на территории современного Заклинского сельского поселения.
Является памятником истории.

## История
Первоначально усадьба, часть села и земель Затуленья в 1783 году были унаследованы Анной Изотовной Пушкиной после смерти матери и рано умершего брата Филиппа. После выхода Анны замуж в 1798 году за капитан-лейтенанта Матвея Михайловича Муравьева, в будущем вице-адмирала, имение стало её приданным.
Усадебный деревянный дом с колоннами на фасаде и мезонином был построен в 1810-е годы. При парадном дворе усадьбы был устроен круглый партер, от которого начинался спуск к Затуленскому озеру в виде террасных уступов. В начале спуска были посажены два дуба. На склонах — фруктовые деревья.
В 1850 году имение от наследников Муравьёва перешло к действительному статскому советнику В. П. Тимофееву, чья семья им владела вплоть до революции 1917 года. Тимофеев значительно расширил территорию усадьбы: построил большой хозяйственный двор, конюшни, каретник, молочню и ледник. В 1859 году над могилой жены возвёл часовню, к юго-западу от усадебного дома на круглой площадке при повороте деревенской дороги в обход озера.
Затуленье — единственная из исторических усадеб на территории современного Лужского района, которая была упомянута на страницах одного из наиболее престижных журналов начала XX века: «Столица и усадьбы». В одном из его номеров за 1915 год приводится описание особняка «с традиционными крылечками и одинаковыми со стороны сада и белого двора балконами». В тексте отмечалось, что из верхнего выходящего в сторону сада балкона открывался «великолепный вид на озеро». Здесь же приводились сведения о часовне: «В конце усадьбы, саженях в 70-ти, на вершине красивой сопки, сплошь покрытой стройным сосняком, возвышается часовня во имя Св. Анастасии. Часовня довольно большая, на четыре фронтона, с крытым балконом вокруг».
К началу XXI века деревянные постройки усадьбы не сохранились. Уцелел парк, тесно связанный с озёрным пейзажем.